# FK Kouzbass Kemerovo
Ne pas confondre avec le club russe de volley-ball du VK Kouzbass Kemerovo
Maillots
Le Kouzbass Kemerovo (russe : «Кузбасс» Кемерово) est un club de football russe basé à Kemerovo fondé en 1946 et dissout en 2012.

## Histoire
Fondé en 1946 sous le nom Azot, le club connaît plusieurs noms au cours de son existence, les plus notables étant Khimik entre 1948 et 1949 puis de 1958 à 1965 et Kouzbass-Dinamo entre 2001 et 2007. Le nom Kouzbass a quant à lui été adopté dans un premier temps entre 1966 et 2000 puis de 2008 à 2012.
Durant la période soviétique, le club intègre la deuxième division en 1957, échelon où il évolue pendant le plus clair de cette période, ne la quittant que périodiquement par la suite.
Après la dissolution de l'Union soviétique, le club est intégré dans la nouvelle deuxième division russe en 1992, dont il est relégué en 1993. Après neuf saisons en troisième division, il est rétrogradé en championnat régional à l'issue de la saison 2002 et perd son statut professionnel. Remonté en 2005, le club évolue par la suite, à l'exception de la saison 2007, en troisième division jusqu'à la dissolution de son équipe masculine à l'issue de la saison 2011-2012 en raison de l'accumulation des dettes et le retrait des aides au financement de la ville de Kemerovo,.

## Bilan sportif

### Classements en championnat
La frise ci-dessous résume les classements successifs du club en championnat d'URSS de 1947 à 1991.
La frise ci-dessous résume les classements successifs du club en championnat de Russie de 1992 à 2012.

### Bilan par saison
Légende
- Promotion en division supérieure
- Relégation en division inférieure

| Saison    | Championnat          | Championnat          | Championnat          | Championnat          | Championnat          | Championnat          | Championnat          | Championnat          | Championnat          | Championnat          | Coupe d'URSS        |
| Saison    | Division             | Pos                  | Pts                  | J                    | V                    | N                    | D                    | BP                   | BC                   | Diff                 | Coupe d'URSS        |
| --------- | -------------------- | -------------------- | -------------------- | -------------------- | -------------------- | -------------------- | -------------------- | -------------------- | -------------------- | -------------------- | ------------------- |
| 1948      | 2e Russie 2          | 10e                  | 21                   | 24                   | 8                    | 5                    | 11                   | 42                   | 45                   | -3                   | —                   |
| 1949      | 2e Russie 2          | 9e                   | 24                   | 26                   | 10                   | 4                    | 12                   | 42                   | 41                   | +1                   | Troisième tour Q    |
| 1950-1956 | Championnat local    | Championnat local    | Championnat local    | Championnat local    | Championnat local    | Championnat local    | Championnat local    | Championnat local    | Championnat local    | Championnat local    | Championnat local   |
| 1957      | 2e Extrême-Orient    | 11e                  | 15                   | 22                   | 6                    | 3                    | 13                   | 37                   | 60                   | -23                  | Seizièmes de finale |
| 1958      | 2e Zone 6            | 7e                   | 29                   | 26                   | 13                   | 3                    | 10                   | 43                   | 42                   | +1                   | Premier tour Q      |
| 1959      | 2e Zone 7            | 4e                   | 33                   | 26                   | 14                   | 5                    | 7                    | 56                   | 38                   | +28                  | —                   |
| 1960      | 2e Russie 5          | 6e                   | 28                   | 26                   | 11                   | 6                    | 9                    | 35                   | 35                   | 0                    | Deuxième tour Q     |
| 1961      | 2e Russie 6          | 10e                  | 19                   | 24                   | 7                    | 5                    | 12                   | 28                   | 44                   | -16                  | Premier tour Q      |
| 1962      | 2e Russie 5          | 4e                   | 33                   | 28                   | 11                   | 11                   | 6                    | 41                   | 20                   | +21                  | Deuxième tour Q     |
| 1963      | 3e Russie 5          | 5e                   | 32                   | 28                   | 10                   | 12                   | 6                    | 28                   | 23                   | +5                   | Deuxième tour Q     |
| 1964      | 3e Russie 6          | 14e                  | 29                   | 34                   | 10                   | 9                    | 15                   | 23                   | 32                   | -9                   | Deuxième tour Q     |
| 1965      | 3e Russie 6          | 11e                  | 35                   | 36                   | 13                   | 9                    | 14                   | 47                   | 38                   | +9                   | —                   |
| 1966      | 2e Groupe 3          | 11e                  | 33                   | 34                   | 11                   | 11                   | 12                   | 27                   | 32                   | -5                   | Seizièmes de finale |
| 1967      | 2e Groupe 3          | 19e                  | 23                   | 36                   | 7                    | 9                    | 20                   | 24                   | 57                   | -33                  | Huitièmes de finale |
| 1968      | 2e Groupe 4          | 2e                   | 50                   | 40                   | 21                   | 8                    | 11                   | 44                   | 30                   | +14                  | Huitièmes de finale |
| 1969      | 2e Groupe 2          | 7e                   | 21                   | 22                   | 7                    | 7                    | 8                    | 20                   | 26                   | -6                   | Premier tour        |
| 1970      | 3e Zone 3            | 1er                  | 57                   | 42                   | 24                   | 9                    | 9                    | 61                   | 37                   | +24                  | Premier tour        |
| 1971      | 2e                   | 18e                  | 38                   | 42                   | 14                   | 10                   | 10                   | 49                   | 57                   | -8                   | Seizièmes de finale |
| 1972      | 3e Zone 6            | 1er                  | 78                   | 36                   | 23                   | 9                    | 4                    | 80                   | 30                   | +50                  | —                   |
| 1973      | 2e                   | 15e                  | 30                   | 38                   | 14                   | 9                    | 15                   | 42                   | 46                   | -4                   | Premier tour        |
| 1974      | 2e                   | 7e                   | 42                   | 38                   | 19                   | 4                    | 15                   | 48                   | 50                   | -2                   | Premier tour        |
| 1975      | 2e                   | 15e                  | 34                   | 38                   | 13                   | 8                    | 17                   | 36                   | 47                   | -11                  | Premier tour        |
| 1976      | 2e                   | 8e                   | 39                   | 38                   | 16                   | 7                    | 15                   | 59                   | 50                   | +9                   | Premier tour        |
| 1977      | 2e                   | 6e                   | 45                   | 38                   | 20                   | 5                    | 13                   | 51                   | 38                   | +13                  | Premier tour        |
| 1978      | 2e                   | 16e                  | 31                   | 38                   | 12                   | 7                    | 19                   | 38                   | 54                   | -16                  | Premier tour        |
| 1979      | 2e                   | 10e                  | 46                   | 46                   | 17                   | 12                   | 17                   | 49                   | 20                   | -1                   | Phase de groupes    |
| 1980      | 2e                   | 14e                  | 43                   | 46                   | 18                   | 7                    | 21                   | 61                   | 77                   | -16                  | Phase de groupes    |
| 1981      | 2e                   | 22e                  | 40                   | 46                   | 14                   | 12                   | 20                   | 47                   | 51                   | -4                   | Phase de groupes    |
| 1982      | 3e Zone 4            | 1er                  | 42                   | 28                   | 18                   | 6                    | 4                    | 58                   | 22                   | +36                  | —                   |
| 1983      | 2e                   | 10e                  | 42                   | 42                   | 15                   | 13                   | 14                   | 50                   | 49                   | +1                   | Premier tour        |
| 1984      | 2e                   | 9e                   | 42                   | 42                   | 17                   | 8                    | 17                   | 56                   | 51                   | +5                   | Seizièmes de finale |
| 1985      | 2e                   | 15e                  | 39                   | 38                   | 17                   | 5                    | 16                   | 62                   | 52                   | +10                  | Seizièmes de finale |
| 1986      | 2e                   | 13e                  | 44                   | 46                   | 16                   | 13                   | 17                   | 63                   | 61                   | +2                   | Premier tour        |
| 1987      | 2e                   | 6e                   | 44                   | 42                   | 16                   | 14                   | 12                   | 46                   | 36                   | +10                  | Deuxième tour       |
| 1988      | 2e                   | 15e                  | 38                   | 42                   | 13                   | 14                   | 15                   | 38                   | 39                   | -1                   | Huitièmes de finale |
| 1989      | 2e                   | 15e                  | 36                   | 42                   | 12                   | 12                   | 18                   | 29                   | 41                   | -12                  | Seizièmes de finale |
| 1990      | 2e                   | 20e                  | 14                   | 38                   | 4                    | 6                    | 28                   | 21                   | 63                   | -42                  | Premier tour        |
| 1991      | 3e Est               | 7e                   | 44                   | 42                   | 19                   | 6                    | 17                   | 58                   | 61                   | -3                   | Premier tour        |
| Saison    | Championnat          | Championnat          | Championnat          | Championnat          | Championnat          | Championnat          | Championnat          | Championnat          | Championnat          | Championnat          | Coupe de Russie     |
| Saison    | Division             | Pos                  | Pts                  | J                    | V                    | N                    | D                    | BP                   | BC                   | Diff                 | Coupe de Russie     |
| 1992      | 2e Est               | 11e                  | 25                   | 30                   | 11                   | 3                    | 16                   | 48                   | 53                   | -5                   | —                   |
| 1993      | 2e Est               | 6e                   | 35                   | 30                   | 15                   | 5                    | 10                   | 53                   | 38                   | +15                  | Deuxième tour       |
| 1994      | 3e Sibérie           | 3e                   | 29                   | 22                   | 13                   | 3                    | 6                    | 38                   | 19                   | +19                  | Deuxième tour       |
| 1995      | 3e Est               | 3e                   | 66                   | 34                   | 21                   | 3                    | 10                   | 56                   | 27                   | +29                  | —                   |
| 1996      | 3e Est               | 6e                   | 48                   | 30                   | 14                   | 6                    | 10                   | 51                   | 24                   | +27                  | Troisième tour      |
| 1997      | 3e Est               | 8e                   | 51                   | 34                   | 14                   | 9                    | 11                   | 39                   | 34                   | +5                   | Quatrième tour      |
| 1998      | 3e Est               | 11e                  | 33-6                 | 30                   | 10                   | 9                    | 11                   | 32                   | 37                   | -5                   | Premier tour        |
| 1999      | 3e Est               | 6e                   | 52                   | 30                   | 16                   | 4                    | 10                   | 34                   | 24                   | +10                  | Deuxième tour       |
| 2000      | 3e Est               | 12e                  | 15                   | 24                   | 2                    | 9                    | 13                   | 12                   | 38                   | -26                  | Premier tour        |
| 2001      | 3e Est               | 4e                   | 52                   | 28                   | 15                   | 7                    | 6                    | 45                   | 21                   | +24                  | Troisième tour      |
| 2002      | 3e Est               | 8e                   | 50                   | 30                   | 14                   | 8                    | 8                    | 43                   | 30                   | +13                  | Deuxième tour       |
| 2003      | Championnat régional | Championnat régional | Championnat régional | Championnat régional | Championnat régional | Championnat régional | Championnat régional | Championnat régional | Championnat régional | Championnat régional | Premier tour        |
| 2004      | 4e Sibérie B         | 2e                   | 26                   | 14                   | 8                    | 2                    | 4                    | 31                   | 16                   | +15                  | —                   |
| 2005      | 3e Est               | 10e                  | 22                   | 30                   | 5                    | 7                    | 18                   | 15                   | 36                   | -21                  | —                   |
| 2006      | 3e Est               | 11e                  | 23                   | 36                   | 5                    | 8                    | 23                   | 21                   | 70                   | -49                  | Deuxième tour       |
| 2007      | 5e Sibérie           | 1er                  | 16                   | 6                    | 5                    | 1                    | 0                    | 24                   | 5                    | +19                  | Deuxième tour       |
| 2008      | 3e Est               | 8e                   | 25                   | 27                   | 7                    | 4                    | 16                   | 27                   | 49                   | -22                  | —                   |
| 2009      | 3e Est               | 8e                   | 39                   | 27                   | 8                    | 8                    | 11                   | 32                   | 36                   | -4                   | Deuxième tour       |
| 2010      | 3e Est               | 8e                   | 29                   | 30                   | 8                    | 5                    | 17                   | 29                   | 45                   | -16                  | Troisième tour      |
| 2011-2012 | 3e Est               | 9e                   | 42                   | 36                   | 12                   | 6                    | 18                   | 34                   | 40                   | -6                   | Deuxième tour       |
| 2011-2012 | 3e Est               | 9e                   | 42                   | 36                   | 12                   | 6                    | 18                   | 34                   | 40                   | -6                   | Deuxième tour       |